# Anya Kochoff
Anya Kelly Kochoff (* 20. Februar 1969 in Los Angeles, Kalifornien) ist eine US-amerikanische Drehbuchautorin und ehemalige Tennisspielerin.

## Leben
Anya Kelly Kochoff ist die Tochter des Fernsehproduzenten Christopher Kochoff und einer Schauspielerin. Außerdem ist sie die jüngere Schwester der Schauspielerin Kristina Kell. Mit Hilfe eines Tennis-Stipendiums konnte sie an der University of Southern California studieren. Nach ihrem Abschluss in Journalismus spielte sie zwei weitere Jahre als WTA-Profispielerin. Eine Verletzung bei einem Turnier in Tokyo beendete ihre Karriere. Anschließend wurde sie Assistentin der Autoren von Ellen und Frasier. Kurz darauf arbeitete sie zuerst für Brillstein Grey Entertainment, um anschließend für Davis Entertainment Drehbücher mit Autoren zu entwickeln und als Produzentin zu verkaufen. Sie verkaufte ihr erstes Drehbuch mit Something Wiccked und verließ Davis Entertainment, um sich auf ihr eigenes Projekt zu konzentrieren. Für 1,3 Mio. US-Dollar konnte sie anschließend ihr Drehbuch zum Film Das Schwiegermonster verkaufen.

## Filmografie
- 2005: Das Schwiegermonster (Monster-in-Law)
- 2016: Mother’s Day – Liebe ist kein Kinderspiel (Mother’s Day)